# 赤丸村
赤丸村（あかまるむら）は、かつて富山県西礪波郡にあった村。現在の高岡市福岡町の小矢部川左岸に位置する赤丸地区にあたる。

## 沿革
- 1889年（明治22年）4月1日 - 町村制の施行により、礪波郡赤丸村、向野新村、舞谷村、花尾村、高田新村の区域の一部及び三日市村の区域の一部をもって、礪波郡赤丸村が発足する。
- 1896年（明治29年）3月29日 - 郡制の施行のため、礪波郡が分割して、西礪波郡が発足により、西礪波郡に所属となる。
- 1954年（昭和29年）9月15日 - 西礪波郡福岡町に編入する。
- 2005年（平成17年）11月1日 - 高岡市及び西礪波郡福岡町が合併して、高岡市が発足する。